# Justin & Christina
Justin & Christina е EP на американските поп-певци Джъстин Тимбърлейк и Кристина Агилера издаден на 1 юли в САЩ. Налице са елементите на Поп, R&B, Електроник, Хип-Хоп. Албумът е продуциран от Кристина Агилера, Ron Fair, N.E.R.D и Джъстин Тимбърлейк.

## Списък на песните
1. „That's What Love Can Do“ (Кристина Агилера) – 3:44
2. „Why, When, How“ (Джъстин Тимбърлейк) – 4:01
3. „Beautiful“ (Valentin Club Mix) (Кристина Агилера) – 5:56
4. „Rock Your Body“ (Paul Oakenfold Mix) (Джъстин Тимбърлейк) – 5:38
5. „Fighter“ (Hellraiser Remix) (Кристина Агилера) – 5:13
6. „Cry Me a River“ (Bill Hamel Justinough Vocal Mix) (Джъстин Тимбърлейк) – 7:44